# Королівська криниця (пам'ятка природи)
Королі́вська крини́ця — гідрологічна пам'ятка природи місцевого значення в Україні. Розташована в селищі Скала-Подільська Чортківського району Тернопільської області, на вул. Б. Хмельницького. 
Площа — 0,02 га. Оголошене об'єктом природно-заповідного фонду згідно з рішенням Тернопільської обласної ради від 4 червня 2019 року № 1398. Перебуває у віданні Скала-Подільської селищної громади. 
Статус присвоєно для охорони та збереження джерела питної води, що має еколого-освітню, історико-культурну, господарську та естетичну цінність.
Навіть через вісім століть збереглася назва криниці «Королівська», а всієї околиці – «Королівка», адже в 1253 році Данило був коронований і тому мав право називатися королем. Галицький краєзнавець Олесь Степовий у статті «Там, де Збруч річку проходили (Скала)…» в 1930 році назвав місцеву криницю «найстаршою чинною криницею в Галичині». Можна впевнено сказати, що це джерело є вагомим доказом давності міста.
Територіальною громадою впорядковано територію біля джерела, здійснено каптажні роботи. На ділянці розміром 6 х 4 метри змонтовано підпірну стінку, влаштовано прало розміром 4 х 06,5 метра, піднавіс. Вода витікає із трьох металічних труб діаметром 50 міліметрів. Поряд побудовано капличку розміром 3 х 4 метри.